# Guirlande de fleurs, Oiseaux et Papillon
Guirlande de fleurs, Oiseaux et Papillon est une peinture à l'huile sur toile, datée vers 1650-1670, attribuée au peintre baroque espagnol Juan de Arellano, conservée au département des peintures du musée du Louvre à Paris.

## Contexte
Les natures mortes florales, peintes par les peintres flamands comme Jan Brueghel l'Ancien dit de Velours (1568-1625) ou Daniel Seghers (1590-1661), connaissent un grand succès au XVIIe siècle, dans une Europe férue de botanique, et sont notamment collectionnées en Espagne. Dans la seconde moitié du siècle, des peintres espagnols, dont Juan de Arellano, qui est à la tête d'un atelier prospère à Madrid, se spécialisent en peignant presque exclusivement de luxuriants bouquets, des guirlandes et des couronnes de fleurs.

## Attribution
Cette toile non signée a été attribuée à Juan de Arellano du fait de la très grande variété de fleurs représentées avec science, une certaine liberté dans leur arrangement, comme les pétales qui semblent agités par un souffle, notamment celui qui se détache de la tulipe rouge et blanche, en bas à gauche, et de la précision du dessin. La restauration de 2004, qui a essentiellement consisté en un allègement des vernis, a conforté cette attribution en révélant une facture très soignée et une préférence pour des couleurs primaires comme le rouge et le bleu combinées à un blanc éclatant.

## Description
La guirlande est composée d'une grande variété de fleurs dont deux, le dahlia et la fleur d'oranger, se rencontrent rarement chez Arellano. Au centre, figurent deux oiseaux (celui du haut est une mésange charbonnière, l'autre, sans doute un pinson), ainsi qu'un papillon (Paon-du-jour). 

## Analyse
Les compositions en couronne étaient parfois destinées à encadrer une image de dévotion. La présence du papillon, de la mésange et du pinson témoignent de la curiosité du peintre pour les différentes espèces animales, tout en donnant davantage de dynamisme à la représentation, et exaltent la qualité décorative de l'ouvrage.

## Exposition
Cette peinture est exposée dans le cadre de l'exposition Les Choses. Une histoire de la nature morte au musée du Louvre du 12 octobre 2022 au 23 janvier 2023, parmi les œuvres de l'espace nommé « Sélectionner, collectionner, classer ».